# Bridges to Cross
Bridges to Cross est une série télévisée américaine dramatique en six épisodes de 60 minutes, diffusés entre le 24 avril et le 12 juin 1986 sur CBS.

## Synopsis
Tracy Bridges travaille avec son ex-mari pour un magazine à Washington, D.C..

## Fiche technique
Sauf indication contraire, les informations mentionnées dans cette section peuvent être confirmées par la base de données cinématographiques IMDb,  présente dans la section « Liens externes ».
- Titre original : Bridges to Cross
- Réalisation : Philip Leacock, William F. Claxton, Sharron Miller, Arthur Allan Seidelman et William Wiard
- Scénario : Robert W. Lenski, William Blinn et Michael A. Hoey
- Photographie : Héctor R. Figueroa
- Musique : Mark Snow
- Casting :
- Montage : Herbert H. Dow
- Décors :
- Production : Christopher Beaumont et Frank Fischer
  - Producteur délégué : William Blinn
  - Producteur superviseur : Joel Rogosin
  - Producteur consultant : Jeff Freilich
- Sociétés de production : Echo Cove Productions, Page One et Lorimar Productions
- Société de distribution : Warner Bros. Television
- Chaîne d'origine : CBS
- Pays d'origine :  États-Unis
- Langue originale : anglais
- Genre : Drame
- Durée : 60 minutes

## Distribution
- Suzanne Pleshette : Tracy Bridges
- Nicolas Surovy : Peter Cross
- José Ferrer : Morris Kane
- Roddy McDowall : Norman Parks
- Eva Gabor : Maria Talbot
- Barry Sobel : Aaron
- Madlyn Rhue : Carolyn Ryan
- Nancy Cartwright : Anita Jones
- Ellen Travolta

## Épisodes
1. Yesterday Upon the Stair
2. A Theory of Dark Thunder
3. Keeper of the Flame
4. Memories of Molly
5. Take a Cup of Kindness
6. Looks Like Up to Me